# Anna Castillo Ferré
Anna Castillo Ferré (Barcelona, 9 d'octubre de 1993) és una actriu catalana de cinema i televisió. El 2017 va guanyar el Goya a la millor actriu revelació pel seu paper a El olivo, i el 2019 el Gaudí a la millor actriu secundària pel seu paper en la pel·lícula Viaje al cuarto de mi madre.

## Biografia

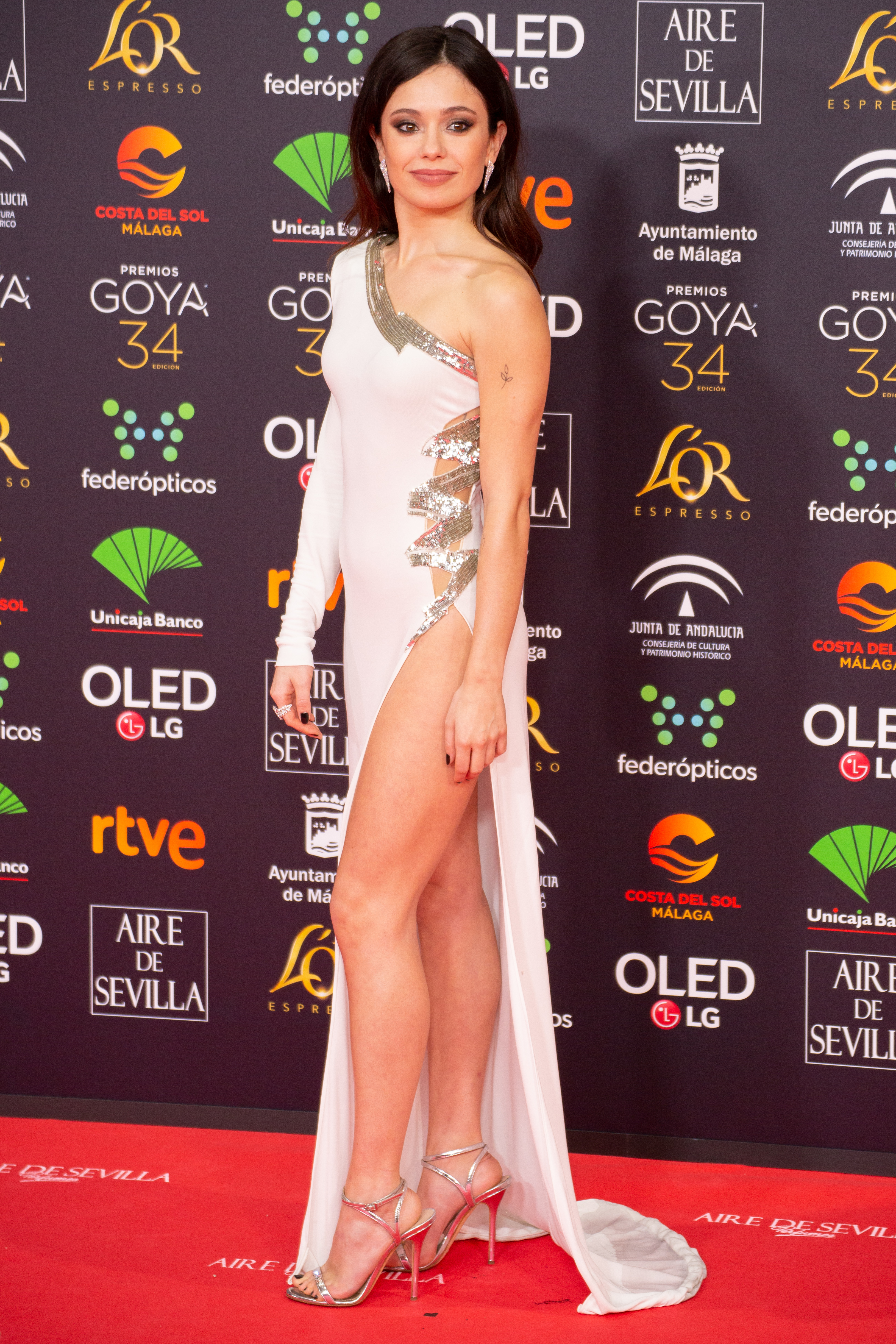
Anna Castillo als Premis Goya de 2020.

Anna Castillo Ferré nasqué el 9 d'octubre de 1993 a Barcelona. Des dels 7 anys va rebre formació artística en diversos centres especialitzats a Barcelona i Madrid, mentre acabava els seus estudis de batxillerat d'Arts Escèniques el 2011 a l'escola Salesians d'Horta (Sant Joan Bosco). Posteriorment, estudià tres anys de Psicologia a distància mentre es formava com a actriu.
Del 2005 al 2011 fou cantant i ballarina al grup musical sp3. Alhora, era l'Anna de la Família dels súpers, al Club Super3 de TV3. El 2009 estrenà el telefilm El enigma Giacomo amb Nacho Fresneda, dirigida per Joan Marimón Padrosa i produïda pel Canal 9 i TV3. El 2010 protagonitzà la pel·lícula Blog, dirigida per Elena Trapé i produïda per Escándalo Films. La cinta, basada en fes reals, narra la història de set adolescents de classe mitja alta que es queden embarassades al mateix temps.
El 2011 s'incorporà a la cinquena i última temporada de la sèrie còmica d'Antena 3 Doctor Mateo, on feia de Sara. El 2012 estrenà la pel·lícula Promoción fantasma, amb Andrea Duro i Àlex Maruny, entre d'altres. També formà part de la web-sèrie Chessboxing, rodada com un fals documental i emesa per la web d'Atresmedia. A més, feu una aparició capitular a la sèrie de TV3 Kubala, Moreno i Manchón.
El 2013 s'incorporà al repartiment de la sèrie de sobretaula Amar es para siempre d'Antena 3, on interpretà Dorita des de la primera temporada fins a la tercera, amb aparicions puntuals a la cinquena. Aquest mateix any participà en el musical La llamada de Javier Ambrossi i Javier Calvo, on interpretava el paper de Susana Romero des del 2013 fins al juliol del 2016 amb Macarena García o Claudia Traisac, entre d'altres. El 2014, a banda de llurs participacions a Amar es para siempre i a La llamada, protagonitzà el curtmetratge El espejo humano de Marc Nadal i la websèrie La caída de Apolo.
El 2015 estrenà la pel·lícula Fuera de foco, on interpretava Sara. El 2016 protagonitzà la pel·lícula El olivo, d'Icíar Bollaín, amb Pep Ambròs i Javier Gutiérrez, pel·lícula que fou precandidata als Òscar. Gràcies a aquesta actuació, fou nominada per primer cop als Premis Goya, en aquest cas, com a millor actriu revelació. El gener del 2017 guanyà la Medalla del Círculo de Escritores Cinematográficos a la millor actriu revelació. Un mes després, guanyà el Goya a millor actriu revelació. També tingué participacions capitulars a la sèrie de Televisión Española El Ministerio del Tiempo i a la sèrie de Movistar+ Web Therapy.
El setembre del 2017 estrenà la pel·lícula La llamada, adaptació al cinema del musical teatral de Javier Ambrossi i Javier Calvo per la que és nominada per segon any consecutiu als Premis Goya en la categoria de millor actriu de repartiment tot competint amb la seva companya de repartiment Belén Cuesta. Aquell mateix any també participà en la pel·lícula Oro, dirigida per Agustín Díaz Yanes i basada en un relat d'Arturo Pérez Reverte. També participà a l'òpera prima de la directora Celia Rico Clavellino Viaje al cuarto de una madre junt amb Lola Dueñas, i amb un paper que li donà el Premi Feroz a millor actriu de repartiment. Mesos després, estrenà la sèrie de televisió Estoy vivo, un thriller policíac que protagonitzà junt amb Javier Gutiérrez i Alejo Sauras. La sèrie tingué una segona temporada gràcies a les bones dades d'audiència. Posteriorment, protagonitzà la tercera temporada de la sèrie, la darrera en la que hi apareix.
A principis del 2018 s'integrà al repartiment d'Arde Madrid, sèrie dirigida per Paco León i que fou estrenada a finals del 2018. Compaginà aquesta feina amb l'obra de teatre La Pilarcita, en la que tornà al Teatre Lara. L'estiu del mateix any estrenà la segona temporada de la webserie de Netflix, Paquita Salas, on formà part de l'elenc principal amb el personatge de Belén de Lucas, que recuperà un any més tard en la tercera temporada.
A principis del 2020 fou una de les protagonistes de la superproducció de Telecinco Cinema Adú, amb el paper de Sandra. Mesos després protagonitzà la minisèrie de Movistar+ La línea invisible, sobre la banda ETA. El 2021 estrenà tres llargmetratges: Donde caben dos, comèdia dirigida per Paco Caballero en la que s'hi barregen moltes històries, La vida era eso, drama que protagonitzà junt amb Petra Martínez, i Mediterráneo, una superproducció sobre la creació i el creixement de l'organització Open Arms per respondre a la crisi dels refugiats que creuen el mar a les costes de Lesbos. A més, participà en el retorn de la sèrie Los hombres de Paco, d'Atresplayer Premium.
El 2022 estrenà les pel·lícules Girasoles silvestres, un drama sobre una dona que lluita per pujar els seus fills, i Historias para no contar, una comèdia dirigida per Cesc Gay. A més, inicià el rodatge de la pel·lícula original de Netflix Nowhere, on Castillo interpreta la protagonista, Mía, una dona atrapada amb el seu fill nounat durant molts dies en un contenidor perdut al mig de l'oceà.

## Filmografia

### Televisió
- El enigma de Giacomo, interpretant Maiana. TV movie (2008).
- Club Super 3, interpretant Anna (2011-2014).
- Doctor Mateo, interpretant Sara (2011).
- Chessboxing, interpretant Elisa. Webserie (2012).
- Kubala, Moreno i Manchón, un episodi: Un pare i una mare, interpretant Natàlia Creixell (2012).
- Amar es para siempre, interpretant Adoración Pastor "Dorita" (2013-2015; 2016).
- La caída de Apolo, interpretant Laura. Webserie (2014).
- Web Therapy, interpretant Iria de la Villa (2016).
- El Ministerio del Tiempo, interpretant Sonia Lombardi, un episodi: El tiempo de lo oculto (2016).
- Paquita Salas, interpretant Belén de Lucas, un episodi: La magia que hay en ti. Webserie a Flooxer (2016).
- Estoy vivo, interpretant Susana Vargas (2017).
- Mira lo que has hecho, Movistar+, un episodi (2018).
- Arde Madrid, vuit episodis (2018).
- La línea invisible, sis episodis on fa de Txiki (2020).
- Vamos Juan, de TNT España, un episodi (2020).
- Los hombres de Paco, d'Atresplayer, dos episodis (2021).
- Zasback, de Movistar+, l'episodi on s'interpreta a ella mateixa (2022).
- Fácil, cinc episodis on és la protagonista (2022).
- Un cuento perfecto, de Netflix, cinc episodis com a protagonista (2023).

### Llargmetratges
- Blog, interpretant Bea. Dir. Elena Trapé (2010)
- Promoció fantasma, interpretant Ángela Pérez Blanco. Dir. Javier Ruiz Caldera (2012)
- Fuera de foco, interpretant Sara. Dir. Esteban Ciudad i José Manuel Montes (2015)
- Losers, repartiment. Dir. Oriol Pérez Alcaraz i Serapi Soler (2015)
- El olivo, interpretant Alma Cucala. Dir. Icíar Bollaín (2016)
- Oro, repartiment. Dir. Agustín Díaz Yanes (2017)
- La llamada, interpretant Susana Romero. Dir. Javier Calvo i Javier Ambrossi (2017)
- Viaje al cuarto de una madre, interpretant Leonor Hernández. Dir. Celia Rico (2018)
- Adú, interpretant Sandra. Dir. Salvador Calvo (2020)
- La vida era eso, interpretant Verónica. Dir. David Martín de los Santos (2021)
- Mediterráneo, interpretant Esther. Dir. Marcel Barrena (2021)
- Donde caben dos, interpretant Clara. Dir. Paco Caballero (2021)
- Girasoles silvestres, interpretant Julia. Dir. Jaime Rosales (2021)
- El fantástico caso del Golem, dirigida per Juan González y Nando Martínez (2023)
- Nowhere, dirigida per Albert Pintó (2023)
- No voy a pedirle a nadie que me crea, de Fernando Frías (2023)
- Escape, del director Rodrigo Cortés (2024)

### Curtmetratges
- Noche de sombras. Dir. Guillermo Trujillo (2007)
- Persuasió, interpretant María. Dir. Miquel Casals (2009)
- Fundido a negro, interpretant Sandra. Dir. Miquel Casals (2011)
- El espejo humano, interpretant Alicia. Dir. Marc Nadal (2014)
- La cueva sagrada, interpretant Sofía. Dir. Aleix Massot (2015)
- Verano 78, interpretant Lola. Dir. Serapi Soler (2016)

### Teatre
- A, interpretant Alma. Dir. Nacho Cano
- La llamada, interpretant Susana Romero. Dir. Javier Calvo i Javier Ambrossi (2013-2016)
- Drac Pack, interpretant Sammy. Dir. Fernando Soto (2016)
- La Pilarcita, on interpreta Lucía i és dirigida per Chema Tena (2017-2018)

### Videoclips
- Duele, de Dorian (2018)
- On me, de St. Woods (2019)
- El colapso gravitacional, de La Casa Azul (2020)